# Breviquartossa
De Breviquartossa zijn een groep pterosauriërs behorend tot de groep van de Lonchognatha.
Een klade Breviquartossa is in 2003 benoemd door de paleontoloog David Unwin. De definitie was: de groep bestaande uit de laatste gemeenschappelijke voorouder van Rhamphorhynchus muensteri en Quetzalcoatlus northropoi en al zijn afstammelingen. De naam is afgeleid uit het Latijn: brevis betekent "kort", quartus, "de vierde", en os "been"; een verwijzing naar het kortere vierde middenhandsbeen dat de groep kenmerkt — van welk been overigens de absolute lengte juist vaak zeer aanzienlijk is.
Unwin benoemde de groep naar aanleiding van een kladistische analyse die deze klade vond. De synapomorfieën, gedeelde afgeleide eigenschappen, waren de zeven volgende: de onderkant van de schedel boog aan de achterzijde naar beneden; het gewrichtsvlak van de onderkaak liep naar voren glad over in de rest van de kaak; de onderkaken waren aan de voorkant vergroeid; deze vergroeiing vormde minstens 30% van de onderkaaklengte; de tanden van de onderkaak vertonen geen heterodontie en zijn dus van één type; middenhandsbeenderen I, II en III hebben een gelijke lengte; middenhandsbeen IV is korter.
De Breviquartossa zijn volgens Unwins analyse de zustergroep van de Campylognathoididae binnen de Lonchognatha. Tot de Breviquartossa behoren de Rhamphorhynchoidea en de Pterodactyloidea, dus de twee hoofdgroepen van de bekende pterosauriërs.